# Port lotniczy Baramita
Port lotniczy Baramita (IATA: BMJ, ICAO: SYBR) – port lotniczy zlokalizowany w mieście Baramita, w Gujanie.